# Haematopota zambeziaca
Haematopota zambeziaca är en tvåvingeart som beskrevs av Travassos Dias och Sous 1957. Haematopota zambeziaca ingår i släktet Haematopota och familjen bromsar.
Artens utbredningsområde är Moçambique. Inga underarter finns listade i Catalogue of Life.